# Wahrheits- und Freundschaftskommission

Logo der Wahrheits- und Freundschaftskommission

Die Wahrheits- und Freundschaftskommission (englisch Commission for Truth and Friendship CTF, auch TFC, tetum Kommisaun Verdade no Amizade, portugiesisch Comissão Verdade e Amizade CVA, indonesisch KKP) für Osttimor sollte als Alternative zur Strafverfolgung, nach Vorbild der südafrikanischen Truth and Reconciliation Commission, sich mit der Aufarbeitung der Verbrechen von 1999 beschäftigen. In sechs Runden wurden dazu unter anderem hohe Politiker und ehemalige Militärs als Zeugen befragt. Der Abschlussbericht wurde am 15. Juli 2008 vorgelegt.

## Hintergrund
1999 sollte eine Volksbefragung über die Zukunft des von Indonesien besetzten Osttimors entscheiden. Pro-indonesische Milizen und die Streitkräfte Indonesiens schüchterten die Bevölkerung mit Gewalttaten ein. Bis zu 1.500 Menschen wurden dabei getötet, hunderte Frauen und Mädchen vergewaltigt, drei Viertel der Bevölkerung vertrieben und 75 % der Infrastruktur des Landes zerstört. Erst das Eingreifen einer internationalen Friedenstruppe konnte dem Einhalt gebieten. Osttimor kam unter die Verwaltung der Vereinten Nationen. Gemäß dem Ergebnis des Referendums (78,5 % für die Unabhängigkeit), wurde Osttimor 2002 ein selbstständiger Staat.
Menschenrechts- und Nichtregierungsorganisationen kritisierten in einer Erklärung das Abkommen als Versuch, einen Schlussstrich unter der Vergangenheit zu ziehen, ohne die Täter zu bestrafen. Die CTF hat keine juristische Macht, sondern kann nur den Regierungen Osttimors und Indonesien Vorschläge unterbreiten. Auf indonesischer Seite ist die Amnestie vom Rechtssystem anerkannt.
Unabhängig von der CTF gründete UN-Generalsekretär Kofi Annan eine unabhängige internationale Expertenkommission im Februar 2005, die Empfangs-, Wahrheits- und Versöhnungskommission (Comissão de Acolhimento, Verdade e Reconciliacão de Timor-Leste CAVR). Im Gegensatz zur CTF verlangt sie die Einsetzung eines Tribunals und eine Verurteilung der Straftäter. Mehrere osttimoresische Mitglieder der CTF sitzen auch in der CAVR.

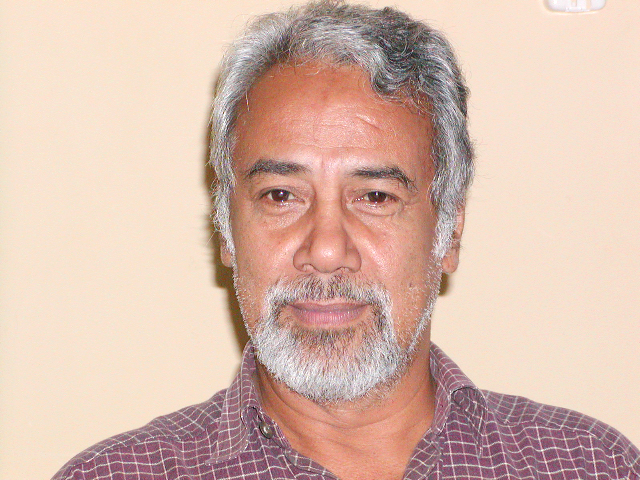
Xanana Gusmão

Der damalige osttimoresische Präsident Xanana Gusmão sagte über die CAVR, sie hätten „grandiosen Idealismus, der weit über konventionelle politische Grenzen geht“. Gusmão warb für ein gutes Verhältnis mit dem inzwischen demokratischen Indonesien. Er hielt an der CTF und ihrem Ziel „Aufarbeitung ohne Strafverfolgung“ fest.
Dem gegenüber kritisierte UN-Generalsekretär Ban Ki-moon 2007 die CTF, da sie Amnestie auch für schwere Verbrechen gewährt. „Die Politik der Vereinten Nationen ist jedoch, dass sie nicht eine Amnestie für Völkermord, Verbrechen gegen die Menschlichkeit, Kriegsverbrechen oder schwere Verbrechen gegen die Menschenrechte befürworten oder stillschweigend dulden kann und auch nicht etwas unternehmen kann, das solches unterstützt“, erklärte Ban. Er untersagte UN-Vertretern, wie den UN-Sondergesandten in Osttimor 1999 Ian Martin, als Zeugen vor der Kommission auszusagen.
Nach der sechsten Befragungsrunde rief Vorsitzender Benjamin Mangkoedilaga die UNO nochmals auf, ihre Angehörige vor der CTF aussagen zu lassen.

## Mitglieder
Vorsitzende waren der Indonesier Benjamin Mangkoedilaga und der Osttimorese Cirilo Cristóvão, später Dionísio da Costa Babo Soares und Juvêncio Martins. Pressesprecher war Chalief Akbar. Weitere Mitglieder der CTF waren Rober Evans (Direktor des US-amerikanischen Plowshares Institute), für Indonesien Wisber Loeis, Petrus Turang, Agus Widjojo, Achmad Ali (indonesischer Professor), Sjamsiah Achmad (Stellvertreter), Antonius Sujata (Stellvertreter), Fahrul Razi (ehemaliger stellvertretender Kommandant der indonesischen Armee) und Muladi (Gouverneur des National Resilience Institute (Lemhanas) und Experte für Strafrecht). Für Osttimor waren weitere Mitglieder Jacinto das Neves Raimundo Alves, Longuinhos Monteiro (Generalstaatsanwalt Osttimors), Felicidade de Sousa Guterres, Maria Olandina Isabel Caeiro Alves (Vorsitzende der Organisation „Frauen gegen Gewalt“), Rui Pereira dos Santos, Isabel da Costa Ferreira und Aniceto Guterres Lopes.

## Geschichte

### Gründung
Am 9. März 2005 unterzeichneten der osttimoresische Präsident Xanana Gusmão und sein indonesischer Kollege Susilo Bambang Yudhoyono in Jakarta ein Abkommen zur Gründung der CTF, der Vertreter beider Länder angehören.

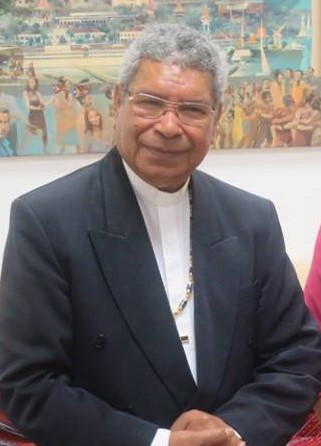
Carlos Filipe Ximenes Belo (2016)

Am 15. Januar 2007 forderte die CTF eine Amnestie für alle Straftäter, die ihre Taten gestehen und sich bei ihren Opfern entschuldigen. In den folgenden sechs Monaten plante man 70 Zeugen zu den Gewalttaten von 1999 befragt werden. In der Befragungsrunde Ende März 2007 wurden folgende Personen geladen: Ex-Präsident Jusuf Habibie, der ehemalige Bischof von Dili Carlos Filipe Ximenes Belo, Generalmajor i. R. Zacky Anwar Makarim, Generalmajor i. R. Adam Damiri, Generalmajor Suhartono Suratman, Galuh Wandita, Domingos Maria das Dores Soares, Mateus Maia, Edmundo de Conceição Silva, Martinho Fernandes, Milizenführer Eurico Guterres, José Afat, Sera Malik, Joanica Belo, Esmerelda dos Santos, Nonato Soares, Adelino Brito und Fares da Costa.
Wer nicht vor die CTF tritt oder eine Falschaussage macht, sollte nicht unter die Amnestie fallen.

### Befragungsrunden
Anfang Mai 2007 wurde der ehemalige Polizeichef von Dili, Hulman Gultom befragt. Er sagte unter Tränen aus, er und seine Polizisten seien zu schlecht bewaffnet gewesen, um die Gewalttäter von 1999 zu stoppen. Er sagte: „Ich möchte mich nicht daran erinnern, was passiert ist. Wenn wir die Freundschaft ernst nehmen, sollten wir die dunkle Periode vergessen und unsere Leben weiterführen.“
General Wiranto bestritt einige Tage später jegliche Verbindungen zu den pro-indonesischen Milizen. Bei den Gewalttaten handelte es sich nicht um Menschenrechtsverletzungen, sondern um einfache kriminelle Straftaten. „Die Schnellgerichte haben Zeit und Energie verwendet und es ist klar bewiesen worden, dass keine groben Menschenrechtsverletzungen stattgefunden haben“, sagte Wiranto. Er lehnte jegliche Verantwortung für Straftaten unter seinem Kommando ab. Jeder Soldat sei selbst für seine Taten verantwortlich. Außerdem kritisierte der General die UN, dass sie Indonesien die Verantwortung für die Sicherheit beim Unabhängigkeitsreferendum übertragen hatte. Betreffs der Milizen sagte Wiranto, sie seien weder formiert, noch gegründet worden, noch hätte das Militär die Milizen ausgerüstet oder Kontrolle über sie ausgeübt.
Die fünfte Befragungsrunde fand Ende September 2007 in Dili statt. Unter Ausschluss der Öffentlichkeit wurden Xanana Gusmão (inzwischen Premierminister Osttimors), der ehemalige Chef der FALINTIL Taur Matan Ruak (später oberster Befehlshaber der Verteidigungskräfte Osttimors) und Tiotonio Azis als damaliger Finanzbeauftragte der Pro-Autonomie-Bewegung befragt. Gusmão und Taur Matan Ruak wurden nicht als Zeugen der Gewalt, sondern über die historischen Zusammenhänge befragt. In einer öffentlichen Anhörung, bei der 150 eingeladene Zuschauer aus der Regierung, dem diplomatischen Corps, der UNMIT und nationalen und internationalen Nichtregierungsorganisationen beiwohnten, sagten sechs Zeugen aus:
- Sancho Ramos de Reisoreição wurde vom indonesischen Infanteriebattalion 745 vertrieben.
- Tomás Gonçalves war Vorsitzender der Pro-Integrationspartei APODETI und Distriktchef von Aileu.
- Joni (Jhony) Marques, Chef der pro-indonesischen Miliz Alfa.
- Francisco de Carvalho Lopes, Gründer des BRTT pro-Autonomie-Flügels.
- Marcus Baquin, Unabhängigkeitsbefürworter und Zeuge des Passabemassakers.
- Mario Gonçalves, Unabhängigkeitsbefürworter und Zeuge der Vorfälle in Lolotoe.[13][14]

Tomás Gonçalves erklärte, dass das indonesische Militär ihn aufgefordert habe eine Miliz aufzustellen um die Einbindung Osttimors in Indonesien zu verteidigen. Der Informationsminister Mohammad Yunus Yosfiah sicherte laut Gonçalves Gelder und Waffen zu. Ebenso wurden von Transmigrationminister Abdullah Mahmud Hendropriyono Gelder zur Bildung einer Miliz zugesagt. „Wir wurden durch General Prabowo in Aileu ausgebildet.“, sagte Gonçalves aus. General Prabowo Subianto war damals der Chef der indonesischen militärischen Spezialkräfte. Weiter sagte Gonçalves aus, der damalige Gouverneur José Abílio Osório Soares habe dann die Ermordung von Unabhängigkeitsbefürwortern und Kirchenführern befohlen.
Joni Marques, der eine Freiheitsstrafe von 33 Jahren in einem timoresischen Gefängnis absitzt, beschuldigte in seiner Befragung den damaligen indonesischen Präsidenten Jusuf Habibie und dessen Minister für Sicherheit (Menkopolkam) General Feisal Tanjung verantwortlich für die Gewalt von 1999 verantwortlich zu sein. Die politischen Entscheidungen seien von der Zentralregierung und dem Chef des Militärs gefällt worden, erklärte Marques. Er sagte aus, er hätte seinen Männern befohlen einen Konvoi mit Nonnen und einem Priester in Lospalos zu überfallen. Damals stand er unter Drogen. Bei verschiedenen Überfällen seiner Miliz wurden insgesamt acht Personen getötet und 300 Frauen sexuell missbraucht.
Während der Befragungsrunde in Dili kam es zu Protesten gegen die CTF. Etwa 70 Demonstranten forderten die Auflösung der CTF, da sie keine Bestrafung der Täter vorsieht.
Bei der sechsten und letzten Befragungsrunde in Jakarta wurden hohe ehemalige indonesische Offiziere befragt. Generalleutnant Kiki Syahnakri, der letzte Militärkommandeur der Provinz Timor Timur und Oberst Aris Martono, der 1999 Befehlshaber eines Heeresbattalions in Lospalos war.
Syahnakri bestritt, dass es Menschenrechtsverletzungen durch Indonesien in Osttimor gegeben habe. Stattdessen beschuldigte er die Vereinten Nationen für das Blutbad verantwortlich gewesen zu sein. Außerdem behauptete er, das Referendum, in dem sich die Osttimoresen mit großer Mehrheit für die Unabhängigkeit ausgesprochen hatten sei manipuliert worden. „Die Gewalt nach dem Referendum war das Ergebnis des ausgedehnten Betrugs durch die UNAMET und der frühen Veröffentlichung der Ergebnisse“, sagte Syahnakri. „Die indonesische Militärpolizei in Osttimor war neutral und für den Frieden.“
Weiter sagte er: „Indonesien kann und braucht auch nicht die gesamte Verantwortung für die Unruhen übernehmen, denn Portugal, Elemente in der internationalen Gemeinschaft und die Vereinten Nationen spielten eine Rolle beim Aufkommen der Unruhen. (...) Von Beginn an hatten die Vereinten Nationen und die Elemente in der internationalen Gemeinschaft den Plan eines unabhängigen Osttimors und waren nicht an einer fairen und unabhängigen Wahl interessiert.“
Die Bewaffnung und militärische Ausbildung von Zivilisten durch die Streitkräfte Indonesiens TNI bestätigte Syahnakri jedoch. Die sogenannten Wanra (von indon. perlawanan rakyat für Volkswiderstand) seien jedoch legale, „zivile Verteidigungsgruppen“, die damals Teil des allgemeinen indonesischen Verteidigungssystems waren und es überall in Indonesien und daher auch in Osttimor gab. Diese Gruppen seien aber auf eigenen Wunsch nur zum Schutz ihrer Nachbarschaft bewaffnet worden.

## Abschlussbericht
Der Abschlussbericht war seit Januar 2008 angekündigt, verzögerte sich aber bis zum Juli 2008. In ihm wird festgestellt, dass Regierung, Militär und Polizei Indonesiens eine „schwere Mitschuld an den schwerwiegenden Menschenrechtsverletzungen“ bei den Unruhen von 1999 haben. Die alte Besatzungsmacht habe die „Milizen finanziert und ausgerüstet“. Indonesische Soldaten werden im Bericht bezichtigt „führende Rollen bei den Massakern“ innegehabt zu haben. Die Polizei wird beschuldigt „bei der Gewalt mitgewirkt“ zu haben, anstatt sie zu verhindern. Diese Gewalt sei „nicht zufällig, willkürlich oder spontan“, sondern sei eine organisierte Gewaltkampagne" gewesen. Hier widerspricht der Bericht der bisherigen indonesischen Darstellung. In kleinerem Rahmen werden auch Unabhängigkeitsgruppen für Menschenrechtsverletzungen, wie Freiheitsberaubung verantwortlich gemacht.
Der Abschlussbericht wurde einstimmig von der CTF verabschiedet und von den Regierungen beider Länder akzeptiert. Im Bericht werden die Verantwortlichen aufgefordert, sich bei den Opfern zu entschuldigen. Namen einzelner Täter werden im Bericht nicht aufgeführt, was von Außenstehenden kritisiert wird. Indonesiens Staatspräsident Susilo Bambang Yudhoyono erklärte seine „Reue für die Fehler“, die 1999 gemacht wurden. Osttimors Premierminister Xanana Gusmão sagte, er sei zufrieden mit der Entschuldigung.